# 紙飛行機 (鵜島仁文の曲)
『紙飛行機』（かみひこうき）は、1997年4月23日に発売された鵜島仁文のシングル。

## 概要
鵜島がキングレコードから発売した最後のCD。本シングル以降、鵜島の活動は音楽プロデューサー業が中心になり、鵜島自身の歌手としての本格的な活動は2007年まで途絶えることになる。
2017年、アルバム『Sleepless Dreamer』がリマスターされ再発売された際、ボーナストラックとしてアルバム初収録となった。

## 収録曲
1. 紙飛行機
2. Don't Loser
3. 紙飛行機(Original Karaoke)

- 作詞・作曲：鵜島仁文
- 編曲・鵜島仁文&見良津健雄(#1,#3)、鵜島仁文&岸利至(#2)